# Les Palets de Gargantua

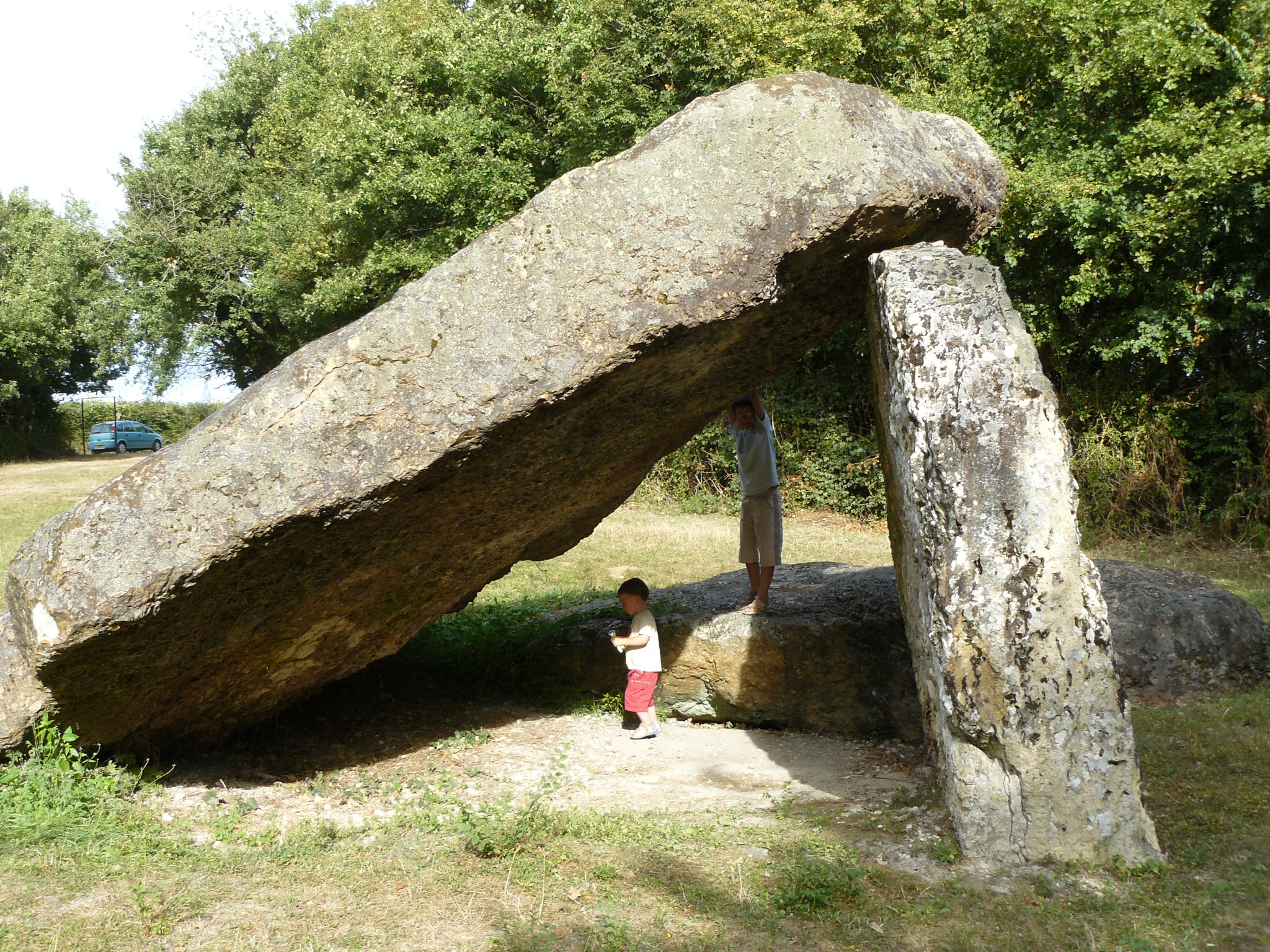
Les Palets de Gargantua

Der Dolmen Les Palets de Gargantua (lokal auch „Pierre Levée“ genannt) ist ein großer (vermutlich angevinischer) Dolmen aus Sandstein. Er liegt bei Loches auf dem Champ de l’Ormeau, zwischen Charnizay und Obterre etwa 2,0 km nordöstlich von Charnizay in der Touraine im Südosten des Département Indre-et-Loire in Frankreich. Dolmen ist in Frankreich der Oberbegriff für Megalithanlagen aller Art (siehe: Französische Nomenklatur).
Die Deckenplatte des Dolmens misst etwa 4,2 × 6,0 m und soll über 50 Tonnen wiegen. Er besteht aus drei erhaltenen Platten: Eine liegt am Boden, eine weitere steht senkrecht und die Deckenplatte lehnt sich auf die senkrechte auf.
Der Dolmen ist verbunden mit der Legende von Gargantua. Sie besagt, dass Gargantua Steine, die seine Frau in ihrer Hochzeitschürze getragen hatte, in einen etwa 30 km entfernten „Ring“ am Menhir von Civray-sur-Esves werfen wollte. Der Dolmen wurde von der prähistorischen Gesellschaft Frankreichs vor der Zerstörung gerettet und unter Schutz gestellt.
Es gibt den etwa gleichnamigen Dolmen Palet-de-Gargantua in Torcé-en-Vallée im Département Sarthe; und den auf einem Feld westlich von Brizay (ebenfalls Département Indre-et-Loire) und den Menhir Quenouille de Gargantua.